# Fort Rouge (Winnipeg)
Pour les articles homonymes, voir Fort Rouge.
 (novembre 2023).
Si vous disposez d'ouvrages ou d'articles de référence ou si vous connaissez des sites web de qualité traitant du thème abordé ici, merci de compléter l'article en donnant les références utiles à sa vérifiabilité et en les liant à la section « Notes et références ».
Fort Rouge fut le premier fort construit par Louis Damours de Louvières, sur ordre du sieur de La Vérendrye, en 1738, au lieu actuel de Winnipeg au confluent de la rivière Rouge et de la rivière Assiniboine.
Abandonné un temps en 1749 au profit de Fort La Reine, le fort Rouge fut repris en main, en 1752, par l'officier Jacques Legardeur de Saint-Pierre qui restaura et consolida le fort Rouge.
Aujourd'hui, une réplique du fort existe à Winnipeg.